# Ryder Cup 2014
Koordinaten: 56° 16′ 51″ N, 3° 45′ 9″ W
Der 40. Ryder Cup wurde vom 26. bis 28. September 2014 auf dem PGA Centenary Course des Gleneagles Hotels im schottischen Gleneagles ausgetragen.
Die europäische Mannschaft verteidigte unter der Führung ihres Captains Paul McGinley ihren Titel aus dem Jahr 2012 gegen die von Tom Watson angeführten Herausforderer aus den USA mit 5 Punkten Vorsprung.

## Club/Platz

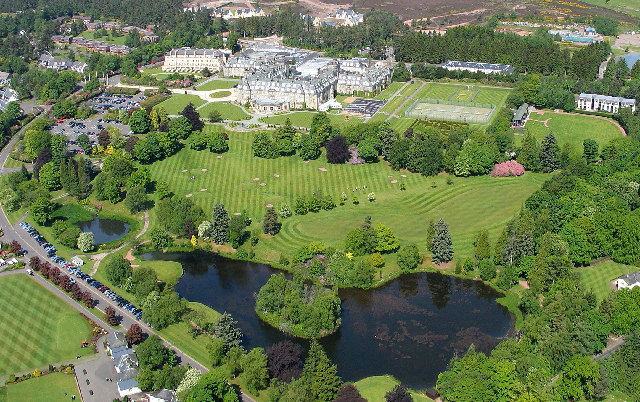
Gleneagles Hotel im Jahr 2004

Das Gleneagles Hotel liegt rund 70 Kilometer außerhalb von Edinburgh und ist von dort in rund einer Stunde mit dem Auto zu erreichen. Das Hotel verfügt neben dem PGA Centenary Course mit dem King’s und dem Queen’s Course noch über zwei weitere 18-Loch-Golfplätze. Zusätzlich existiert eine Golf-Akademie mit einem 9-Loch-Par-3-Platz (Wee Course). Das Hotel war in der Vergangenheit auch Gastgeber großer internationaler Konferenzen.

### Historie
Mit der Austragung in Gleneagles kehrte der Ryder Cup zurück an den Ort seines Ursprungs. Im Jahre 1921 wurde hier als Vorbereitung auf die British Open in St. Andrews der erste Mannschaftsvergleich zwischen amerikanischen und britischen Golfern ausgetragen. Der Anlass wurde dann nach einigen Jahren wiederbelebt und ab 1927 offiziell als Ryder Cup ausgerichtet.
Neben dem Ryder Cup 2014 war Gleneagles bereits in der Vergangenheit Austragungsort bedeutender Golfturniere.

### PGA Centenary Course
Der 1980 als Glendevan Course eröffnete Platz wurde 1993 von Jack Nicklaus im „Risk&Reward“–Design umgestaltet und als Monarch Course wieder eröffnet. Anlässlich des 100-jährigen Bestehens der britischen PGA wurde er im Jahre 2001 zum PGA Centenary Course umgetauft. Der Platz ist von den Championship-Abschlägen mit 7262 Yard/6640 m vermessen.
Scorekarte
| Hole  | 1   | 2   | 3   | 4   | 5   | 6   | 7   | 8   | 9   | Out   | 10  | 11  | 12  | 13  | 14  | 15  | 16  | 17  | 18  | In    | Total |
| ----- | --- | --- | --- | --- | --- | --- | --- | --- | --- | ----- | --- | --- | --- | --- | --- | --- | --- | --- | --- | ----- | ----- |
| Yards | 426 | 516 | 431 | 239 | 461 | 201 | 468 | 419 | 564 | 3,725 | 208 | 350 | 445 | 481 | 320 | 463 | 543 | 194 | 533 | 3,537 | 7,262 |
| Meter | 390 | 472 | 394 | 218 | 422 | 184 | 428 | 383 | 516 | 3,406 | 190 | 320 | 407 | 440 | 293 | 423 | 497 | 177 | 487 | 3,234 | 6,640 |
| Par   | 4   | 5   | 4   | 3   | 4   | 3   | 4   | 4   | 5   | 36    | 3   | 4   | 4   | 4   | 4   | 4   | 5   | 3   | 5   | 36    | 72    |

(Meterangaben gerundet)

## Teams

### USA
Startberechtigt für das US-amerikanische Team waren die neun führenden Golfer der PGA-Geldrangliste. Ergänzt wurden diese mit drei von Captain Tom Watson ausgesuchten Spielern (Captain’s Picks). Entgegen der letzten Anlässe verzichtete Watson auf die sonst bei den USA üblichen vier Captain’s Picks. Die neun gesetzten Spieler des US-Teams standen bereits am 10. August 2014, nach Abschluss der PGA Championship, fest.
Für Tom Watson war es die zweite Nominierung als Ryder Cup Captain, 1993 führte er das US-Team zum Turniersieg. Als Vice-Captains nominierte Watson Raymond Floyd und Andy North.

### Europa
Das europäische Team wurde aus den vier bzw. fünf besten Profis der europäischen und der Welt-Geldrangliste gebildet. Für einen auf beiden Ranglisten qualifizierten Spieler rückte jeweils der nächste bestqualifizierte der Welt-Geldrangliste nach.

Für Paul McGinley war es die erste Nominierung als Captain der Auswahl, nachdem er bereits in den Jahren 2010 und 2012 als Vice-Captain (non-playing) fungierte. Wie bei seinen drei Teilnahmen als Spieler zwischen 2002 und 2006 ging er jeweils als Sieger mit der Auswahl aus dem Turnier hervor. Als Vice Captains nominierte McGinley Sam Torrance und Des Smyth. Die Nominierungsphase für das europäische Team endete mit dem Abschluss der Italian Open am 28. August 2014.
Die drei Captain’s Picks wurden für beide Mannschaften nach Abschluss der Deutsche Bank Championship am 2. September 2014 bekanntgegeben.

### Mannschaften
| Vereinigte Staaten  |       |        |
| Spieler             | Alter | Anz. B |
| Tom Watson (C)      | 64    | 4 (2)  |
| Bubba Watson        | 35    | 3      |
| Rickie Fowler       | 25    | 2      |
| Jim Furyk           | 44    | 9      |
| Jimmy Walker        | 35    | 1      |
| Phil Mickelson      | 44    | 10     |
| Matt Kuchar         | 36    | 3      |
| Jordan Spieth       | 21    | 1      |
| Patrick Reed        | 24    | 1      |
| Zach Johnson        | 38    | 4      |
| Webb Simpson (CP)   | 28    | 2      |
| Keegan Bradley (CP) | 28    | 2      |
| Hunter Mahan (CP)   | 32    | 3      |

| Europa                 |             |       |        |
| Spieler                | Nat.        | Alter | Anz. B |
| Paul McGinley (C)      | Irland      | 47    | 3 (1)  |
| Rory McIlroy           | Nordirland  | 25    | 3      |
| Henrik Stenson         | Schweden    | 38    | 3      |
| Sergio García          | Spanien     | 34    | 7      |
| Justin Rose            | England     | 34    | 3      |
| Martin Kaymer          | Deutschland | 29    | 3      |
| Thomas Bjørn           | Danemark    | 43    | 3      |
| Victor Dubuisson       | Frankreich  | 24    | 1      |
| Jamie Donaldson        | Wales       | 38    | 1      |
| Graeme McDowell        | Nordirland  | 35    | 4      |
| Ian Poulter (CP)       | England     | 38    | 4      |
| Stephen Gallacher (CP) | Schottland  | 39    | 1      |
| Lee Westwood (CP)      | England     | 41    | 9      |

(C) = Captain (non Playing)

(CP) = Captain Pick/Wildcard

Anz. B = Anzahl Team Berufungen als Spieler (inkl. 2014); (X) „non playing“ Captain Berufungen)

## Modus/Spielergebnisse
Insgesamt fanden 28 Partien im Matchplay Modus statt. Jeweils vier Fourballs am Freitag und Samstagmorgen, am Nachmittag wurden je vier Foursome Partien gespielt. Am Schlusstag fanden traditionell die zwölf Einzelmatches statt.

### Freitag „Session 1“
| Fourball            |         |                     |
| Spieler             | Score   | Spieler             |
| B. Watson / Simpson | 5 & 4   | Rose / Stenson      |
| Fowler / Walker     | ½ - ½   | Bjørn / Kaymer      |
| Spieth / Reed       | 5 & 4   | Gallacher / Poulter |
| Bradley / Mickelson | 1 Up    | García / McIlroy    |
| 2½                  | Session | 1½                  |
| 2½                  | Gesamt  | 1½                  |

| Foursome            |         |                      |
| Spieler             | Score   | Spieler              |
| Furyk / Kuchar      | 2 Up    | Donaldson / Westwood |
| Mahan / Johnson     | 2 & 1   | Rose / Stenson       |
| Walker / Fowler     | ½ - ½   | McIlroy / García     |
| Mickelson / Bradley | 3 & 2   | Dubuisson / McDowell |
| ½                   | Session | 3½                   |
| 3                   | Gesamt  | 5                    |

### Samstag „Session 2“
| Fourball           |         |                      |
| Spieler            | Score   | Spieler              |
| B. Watson / Kuchar | 3 & 2   | Rose / Stenson       |
| Furyk / Mahan      | 4 & 3   | Donaldson / Westwood |
| Reed / Spieth      | 5 & 3   | Bjørn / Kaymer       |
| Walker / Fowler    | ½ - ½   | McIlroy / Poulter    |
| 2½                 | Session | 1½                   |
| 5½                 | Gesamt  | 6½                   |

| Foursome         |         |                      |
| Spieler          | Score   | Spieler              |
| Johnson / Kuchar | 2 & 1   | Donaldson / Westwood |
| Furyk / Mahan    | 3 & 2   | García / McIlroy     |
| Spieth / Reed    | ½ - ½   | Kaymer / Rose        |
| Walker / Fowler  | 5 & 4   | Dubuisson / McDowell |
| ½                | Session | 3½                   |
| 6                | Gesamt  | 10                   |

### Sonntag „Session 3“
| Einzel    |         |           |
| Spieler   | Score   | Spieler   |
| Spieth    | 2 & 1   | McDowell  |
| Reed      | 1 Up    | Stenson   |
| Fowler    | 5 & 4   | McIlroy   |
| Mahan     | ½ - ½   | Rose      |
| Mickelson | 3 & 1   | Gallacher |
| B. Watson | 4 & 2   | Kaymer    |
| Kuchar    | 4 & 3   | Bjørn     |
| Furyk     | 1 Up    | García    |
| Simpson   | ½ - ½   | Poulter   |
| Bradley   | 4 & 3   | Donaldson |
| Walker    | 3 & 2   | Westwood  |
| Johnson   | ½ - ½   | Dubuisson |
| 5½        | Session | 6½        |
| 11½       | Gesamt  | 16½       |

## Endergebnis
11½: 16½ 